# Symposiachrus verticalis
A Symposiachrus verticalis a madarak osztályának verébalakúak (Passeriformes) rendjébe és a császárlégykapó-félék (Monarchidae) családjába  tartozó faj.

## Rendszerezése
A fajt Philip Lutley Sclater angol ügyvéd és zoológus írta le 1877-ben, a Monarcha nembe Monarcha verticalis néven.

## Alfajai
- Symposiachrus verticalis ateralbus (Salomonsen, 1964)
- Symposiachrus verticalis verticalis (P. L. Sclater, 1877)[2]

## Előfordulása
Pápua Új-Guineához tartozó Bismarck-szigetek területén honos. Természetes élőhelyei a szubtrópusi vagy trópusi síkvidéki és hegyi esőerdők, valamint cserjések. Állandó, nem vonuló faj.

## Megjelenése
Testhossza 18 centiméter.

## Természetvédelmi helyzete
Az elterjedési területe nagyon nagy, egyedszáma pedig stabil. A Természetvédelmi Világszövetség Vörös listáján nem fenyegetett fajként szerepel.